# Józef Antoni Kossakowski

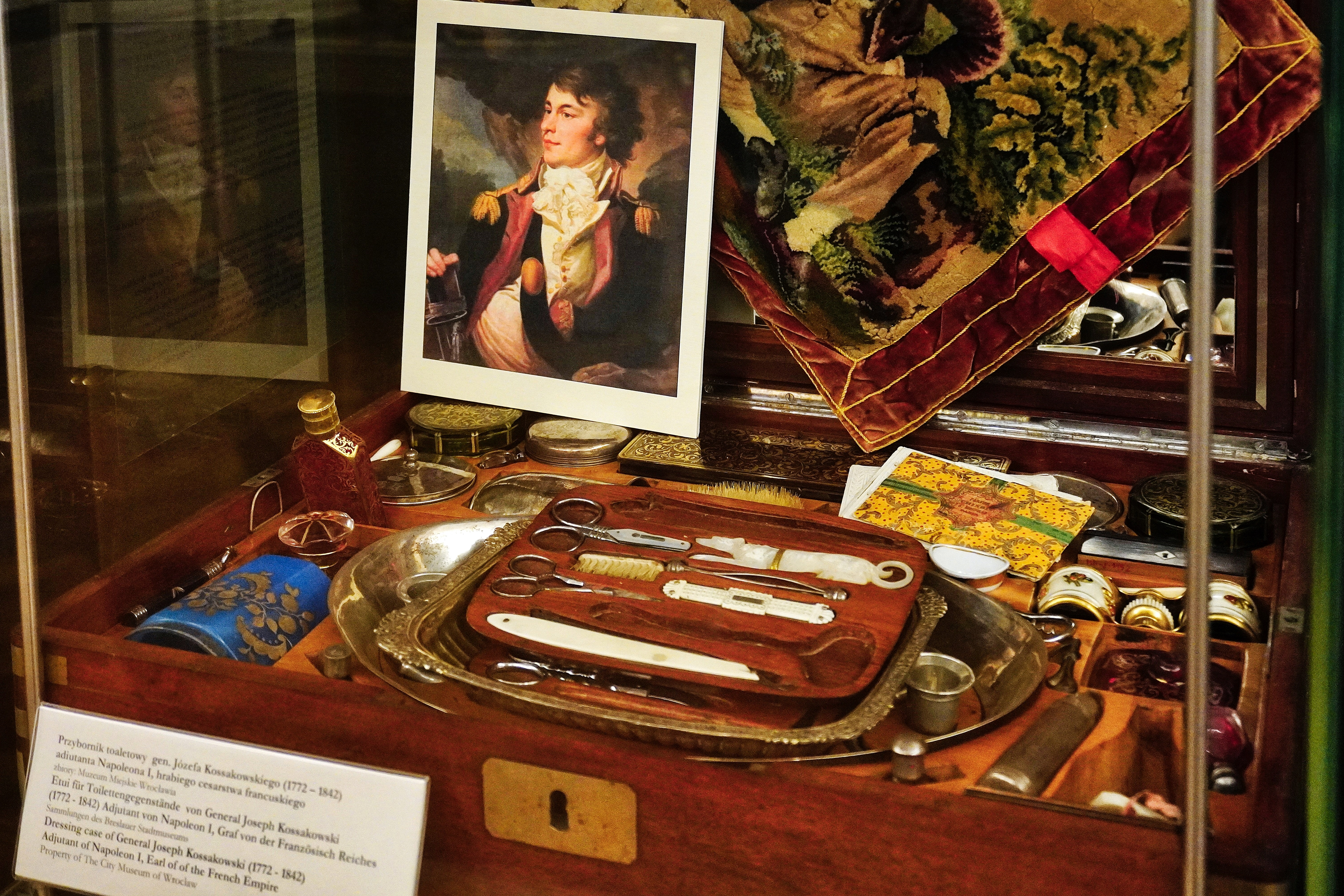
Przybornik toaletowy gen. Józefa Antoniego Kossakowskiego, Muzeum Miejskie Wrocławia

Józef Antoni Kossakowski herbu Ślepowron (ur. w 1772 w Marciniszkach na Litwie, zm. 28 października 1842 w Łukoniach) – generał wojsk francuskich, adiutant Napoleona I, przedstawiciel Litwy w jego sztabie, komendant 3. Brygady Kawalerii Narodowej Wielkiego Księstwa Litewskiego.
Był synem Antoniego (kasztelana inflanckiego) i Eleonory ze Straszewiczów. Kształcił się w szkole pojezuickiej pijarów w Wilnie. Nadano mu starostwa zasielskie, zasmudzkie i perebrudzkie.
Jako chorąży 8. chorągwi I brygady kawalerii narodowej Wielkiego Księstwa Litewskiego wziął udział w kampanii wojennej wojny polsko-rosyjskiej 1792. Dzięki wsparciu stryja, hetmana Szymona, został awansowany na majora oraz mianowany dowódcą III brygady kawalerii narodowej. Po wojnie był podobno rozważany jako kandydat do stanu duchownego, miał zostać koadiutorem innego stryja, biskupa inflanckiego Józefa Kazimierza Kossakowskiego. W 1792 roku został wybrany konsyliarzem konfederacji generalnej litewskiej w konfederacji targowickiej.
Brał udział w insurekcji kościuszkowskiej, m.in. w obronie Wilna. Po upadku powstania przebywał przez kilka lat w Paryżu, następnie powrócił na Litwę, gdzie porządkował sprawy majątkowe i spadkowe.
Po wkroczeniu wojsk napoleońskich na Litwę został mianowany generałem brygady w korpusie litewskim. Był adiutantem przy Sztabie Cesarskim i członkiem Gwardii Honorowej. 3 sierpnia 1812 otrzymał dowództwo pułku strzelców pieszych litewskich i z okręgu połockiego. Brał udział w kampaniach 1812, 1813 i 1814, m.in. w walkach pod Smoleńskiem, Możajskiem, Moskwą (29 września 1812 przez 3 dni był formalnym gubernatorem Moskwy) i Berezyną, następnie (jako adiutant przy dworze cesarskim) w bitwach pod Lützen, Spandawą, Budziszynem, Dreznem, Lipskiem i Hanau. W 1814 na kilka miesięcy z działań wojennych wyłączyła go ciężka choroba. Po powrocie do sztabu Napoleona był świadkiem abdykacji cesarza w Fontainebleau (jako jedyny Polak obok Stanisława Wąsowicza).
W 1814 otrzymał tytuł hrabiego cesarstwa francuskiego, był także kawalerem maltańskim. Po powrocie na Litwę zasłynął jako kolekcjoner pamiątek wojskowych i napoleońskich, w jego posiadaniu znajdował się m.in. mundur i włosy Napoleona. W parku przy swojej posiadłości w Łukoniach postawił pomnik swojemu koniowi, na którym odbywał kampanie u boku Napoleona. Zmarł 28 października 1842 w Łukoniach, został pochowany w Janowie (na Litwie).
Był odznaczony dwukrotnie Legią Honorową (3 października 1812 Krzyżem Kawalerskim, 24 października 1813 Krzyżem Oficerskim), Krzyżem Kawalerskim Orderu Korony Żelaznej, Krzyżem Kawalerskim Orderu Obojga Sycylii (1813), oraz Krzyżem de la Fleur de Lys (nadanym przez księcia Artois, późniejszego króla Francji Karola X).